# Cova del Pindal
La cova del Pindal és una cova prehistòrica del nord d'Espanya que se situa en les proximitats de la localitat de Pimiango (consell de Ribadedeva), a l'Orient del Principat d'Astúries, molt a prop del límit amb Cantàbria. Posseeix una planta lineal en la qual es distingeixen dos sectors: l'oriental, obert al públic, i l'occidental, d'accés restringit. Aquesta cova té unes pintures rupestres conegudes ja des 1908. Està inclosa en la llista del Patrimoni de la Humanitat de la UNESCO des de juliol de 2008, dins del lloc «Cova d'Altamira i art rupestre paleolític del Nord d'Espanya» (en anglès, Cave of Altamira and Paleolithic Cave Art of Northern Spain).

## Geologia
El substrat geològic de l'entorn data del Paleozoic, trobant roques cuarcíticas de la Formació Barris (Ordovicià), la successió detrítica de la Formació Ermita (Devonià) i les formacions carbonatades de la Calcària d'Alba i Calcària de Barcaliente, sobre la qual es desenvolupa tot el complex càrstic.

## Geomorfologia

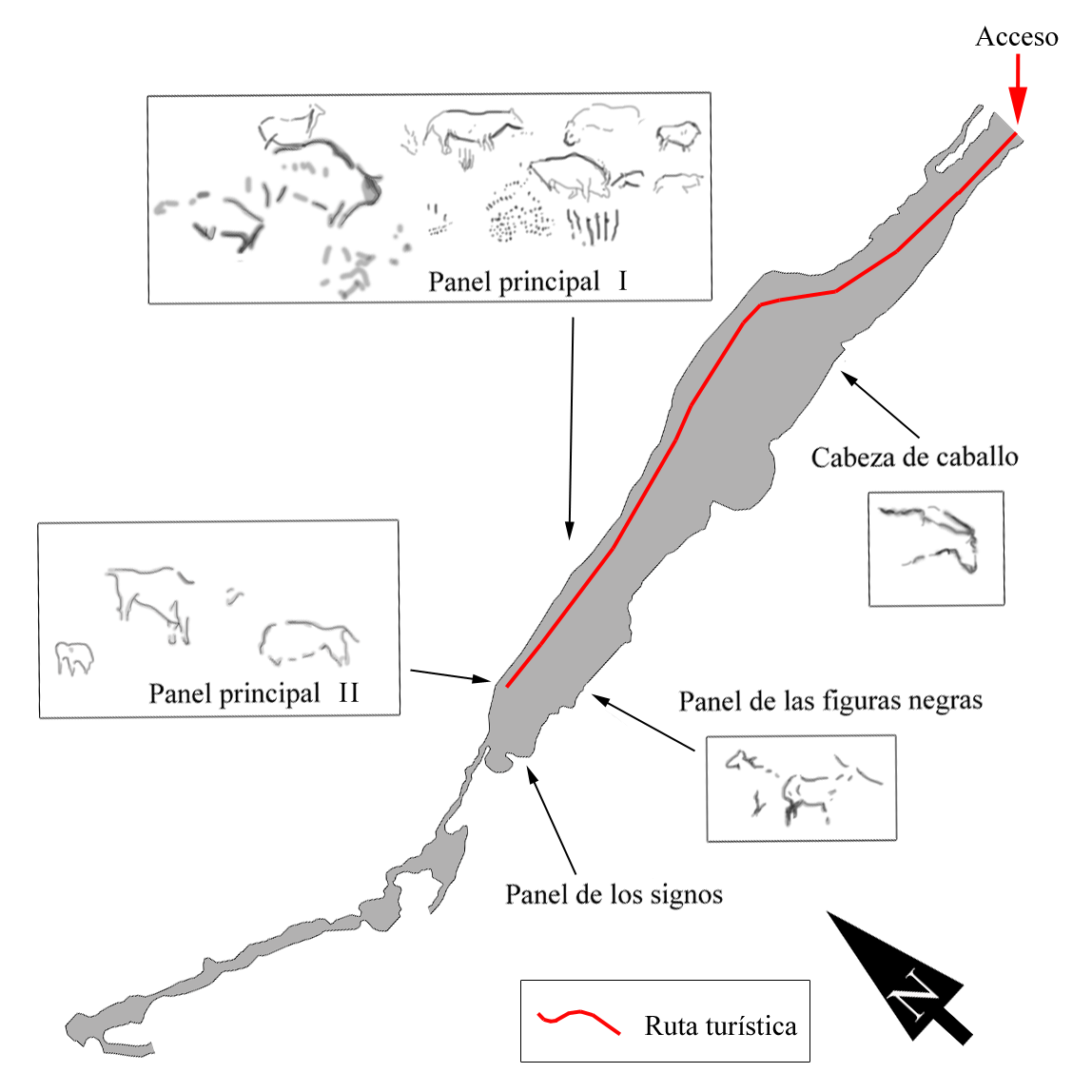
Plànol de l'interior de la cova del Pindal indicant la localització de les principals pintures rupestres.

La geomorfologia de l'entorn de la cova és de l'actuació de diversos processos:
- Litorals. S'observen dues antigues plataformes d'abrasió emergides per processos tectònics i / o descens de la mar que són la Rasa II de Pimiango (160 m), situada al nord i que s'assenta sobre la quarsita de Barris, i la Rasa I (50 m), situada al sud, que s'assenta sobre la calcària de Barcaliente.

- Torrencials, que han originat l'aparició de conques i ventalls torrencials en el front nord de la Rasa II de Pimiango.

- De gravetat. Dipòsits de gravetat (caiguda de roques més reptació) que han originat derrubios en els vessants de les conques torrencials ia la zona del front de la Rasa II de Pimiango.

- Càrstics. Dolines, farcits de materials insolubles de la calcària i una vall cec format per coalescència de diverses dolines sobre la Rasa I de Pimiango, sota la qual se situa la cova.

L'existència d'anisotropies (diàclasis, falles) afavoreix la infiltració de les aigües superficials i dels llits pròxims, que juntes formen aigües agressives que dissolen les roques de litologia carbonatada, generant així coves subterrànies.
La cova del Pindal es caracteritza principalment per desenvolupar formes fluviocàrstiques (destacant roof pendants), de gravetat (destacant els dipòsits de col·lapse) i de precipitació química així com gran quantitat d'espeleotemes (estalactites, estalagmites i columnes).

## Pintures rupestres
La majoria de les representacions estan situades en els panells de la dreta de la cova. S'han documentat en diferents investigacions l'existència de 13 bisons, 8 cavalls, una cérvola, un cérvol i unes astes aïllades, un mamut i altres figures no recognoscibles.
Existeixen també abundants signes de color vermell com punts, traços, traços paral·lels i figures claviformes.